# Dospat (ort)
Dospat (bulgariska: Доспат) är en ort i Bulgarien.   Den ligger i kommunen Obsjtina Dospat och regionen Smoljan, i den sydvästra delen av landet, 140 km sydost om huvudstaden Sofia. Dospat ligger 1 310 meter över havet och antalet invånare är 2 802.
Terrängen runt Dospat är kuperad. Närmaste större samhälle är Sărnitsa, 14,4 km nordväst om Dospat. 
I omgivningarna runt Dospat växer i huvudsak barrskog. Runt Dospat är det glesbefolkat, med 11 invånare per kvadratkilometer.